# Привалово (городской округ Домодедово)
Прива́лово — деревня в городском округе Домодедово Московской области.

## География
Находится в южной части Московской области на расстоянии приблизительно 30 км на юг по прямой от железнодорожной станции Домодедово.

## История
Известна с 1572 года, когда отмечалось как сожженная татарами. В 1629 году здесь еще была пустошь.

## Население
Постоянное население составляло 32 человека в 2002 году (русские 100 %), 36 в 2010.